# Oskar Davičo
Oskar Davičo, cyr. Оскар Давичо (ur. 18 stycznia 1909 w Šabacu, zm. 30 września 1989 w Belgradzie) – serbski pisarz, nadrealista, socjalista i publicysta. Publikował także pod pseudonimami: O. Davidović, S. Kovačić, S. Nikolić, Vlada Barbulović.

## Młodość i literackie początki
Urodził się w rodzinie żydowskich urzędników państwowych. Szkołę podstawową ukończył w Šabacu, a gimnazjum w Belgradzie, gdzie zdał także maturę w roku 1926. Studiował romanistykę na Sorbonie w Paryżu (1926-1928) i na Wydziale filozoficznym Uniwersytetu Belgradzkiego, które ukończył w 1930 roku. Przez moment nauczał literatury w męskim gimnazjum w Belgradzie, następnie w Szybeniku uczył języka serbskiego i francuskiego. Swoje pierwsze opowiadanie opublikował w 1923 roku w przeglądzie Nedeljne ilustracije. Brał udział w tworzeniu almanachu Nemoguće na którego łamach ukazał się jego wiersz Dijapazon noći, Paket udaljen od mene celom svojom daljinom – tekst pisany prozą oraz jeden rysunek. W 1930 r. Davičo wydał, nakładem 60 egzemplarzy, pierwszą książkę pt. Anatomija. Jak twierdzi Julian Kornhauser jest to zwarty, jednorodny tekst będący formą pośrednią między prozą a prozą poetycką. Dzieło to jest zapisem monologu wewnętrznego o strukturze ciągłej (bez podziału na wersy i strofy, jedynym zabiegiem wyodrębniającym poszczególne części jest zastosowanie licznych akapitów) i logicznej konstrukcji, choć często alogicznych zdaniach. W 1931 r. został jednym z wydawców czasopisma Nadrealizam danas i ovde. Wraz z Dušanem Maticiem i Đorđem Kosticiem napisał niezwykle istotną dla zrozumienia założeń ruchu nadrealistycznego rozprawę teoretyczną pt. Položaj nadrealizma u društvenom procesu. W 1938 r. w czasopiśmie Naša stvarnost opublikował cykl poetycki Tri zida, Detinjstvo i Srbija. Tomik poezji pt. Pesme, wydany tego samego roku, został zakazany z powodu gorszących treści. Mimo neutralnego tytułu dzieło to charakteryzuje się dużą rozpiętością tematyczną i wyrafinowanymi aczkolwiek mocnymi środkami wyrazu od humoru słownego począwszy przez gry słowne idąc na erotyzmie skończywszy. Tomik ten stanowi swoistą duchową autobiografię poety odkrywającego przed odbiorcą najistotniejsze dla niego wartości jakimi są miłość i rewolucja. Także w liryce miłosnej Davičo próżno szukać śladów sentymentalizmu czy metafizycznych implikacji. Poeta w swojej fascynacji kobietą kieruje się przede wszystkim zmysłowością i erotyzmem.

## Działalność polityczna i lata wojny
Davičo jako członek Komunistycznej Partii Jugosławii (KPJ) aktywnie włączał się do krajowej i międzynarodowej polityki. W 1932 r. został sekretarzem KPJ w Bihaciu, gdzie za komunistyczne poglądy został aresztowany i przez Sąd ochrony państwa, skazany na pięć lat więzienia. Od 1938 do 1941 mieszkał kolejno w Belgradzie i Zagrzebiu. W 1940 r. został wykluczony z szeregów KPJ. II wojna światowa zastała Davičo w Splicie, gdzie założył nielegalną rozgłośnię radiową, po czym został złapany i internowany do Włoch, Borgo Val di Taro w Lombardii. Davičo zbiegł stamtąd już po trzech miesiącach i ukrył się w Dalmacji. Wstąpił do Pierwszej dywizji proletariackiej z którą przeszedł Bośnię, Czarnogórę, Sandżak, Tarę i Durmitor. Następnie przez Valjevo i Aranđelovac w paź. 1944 trafił do Belgradu gdzie ze swoją jednostką brał udział w obronie miasta. Po wyzwoleniu stolicy znajdował się w grupie osób, które założyły TANJUG, następnie przeszedł do czasopisma Borba i Galas. Udał się do Bułgarii z delegacją pisarzy, udział w niej brali m.in. Ivo Andrić oraz Anica Savić Rebac. W 1944 został wybrany na pierwszego sekretarza Związku literatów Serbii. Po wojnie był korespondentem procesu norymberskiego, relacjonował także poczynania partyzantów gen. Markosa Wafiadisa podczas greckiej wojny domowej. Po tych wydarzeniach porzucił dziennikarstwo i skoncentrował się wyłącznie na literaturze. Swoje przeżycia z konfliktu w Grecji opisał w 1947 książce Među Markosovim partizanima. Na podstawie książki powstał także film do którego scenariusz napisał sam Davičo, jednak chłodna polityka Jugosławii wobec Grecji stała się powodem blokowania przez partię zarówno książki, jak i filmu.

## Twórczość powojenna
W 1951 r. Davičo opublikował książkę Poezija i otpori, która była głosem w debacie o nowym pojmowaniu literatury i jej miejscu oraz roli w socjalistycznym społeczeństwie. Następnego roku wydał powieść pt. Pesma, która opisywała życie w okupowanym Belgradzie. Główny bohater, impulsywny i energiczny, oddany socjalizmowi „nowy człowiek”, służy autorowi do rozważań nad moralnymi dylematami rewolucji oraz problemami partyjnej dyscypliny. Dzieło to było nagradzane i zostało przetłumaczone na kilkanaście języków, w tym polski. W latach 1953–1954 był jednym z edytorów czasopisma Nova misao. W 1953 r. wydał tomik poezji Čovekov čovek. W 1955 r. został jednym z założycieli i długoletnich współpracowników czasopisma Delo. W 1956 r. za powieść Beton i svici otrzymał prestiżową nagrodę przyznawaną przez czasopismo Nin. W 1959 r. za swój poetycki dorobek otrzymał nagrodę im. Jovana Jovanovicia Zmaja. W czasach dekolonizacji podróżuje po Afryce, na bazie swoich spostrzeżeń publikuje dziennik z podróży o tytule Crno na belo (1962). W tym samym roku ukazuje się powieść Generalbas oraz zbiór esejów pt. Notes. W latach 1962–1972 Davičo wydał cykl pięciu powieści noszących ten sam tytuł: Robije. Za powieść Gladi po raz drugi otrzymał nagrodę Ninu, sytuacja powtórzyła się także w roku następnym kiedy to za powieść Tajne trzeci raz zdobył tę pożądana w świecie literatów nagrodę. Pozostaje jak dotąd jej jedynym trzykrotnym laureatem. W 1969 r. wydano dwudziestotomowe Dzieła zebrane Oskara Davičo. W roku 1980 przeniósł się do Sarajewa, gdzie założył i prowadził czasopismo Dalje. W 1983 r. wrócił do Belgradu. Sarajewskiej gazecie „Oslobođenje” sprzedał rękopis pierwszej części autobiografii Po zanimanju samoubica. Rękopis drugiej części pt. Po zanimanju izdajnik przepadł podczas ostatniej wojny.

## Poezja
Poezja Davičo należy do najciekawszych zjawisk artystycznych XX wieku w literaturze serbskiej. Pisarz pozostawił ogromny dorobek literacki, poczynając od tekstów nadrealistycznych, m.in. (Anatomija 1930); we wczesnych wierszach (np. z tomów Pesme 1938, Hana, wydanie książkowe 1951, Zrenjanin 1949, Višnja za zidom 1950) opiewał miłość do kobiety i ojczyzny, bunt i pasję towarzyszące walce o wolność. Od poematu Čovekov čovek (1953) i zbiorów Flora (1955), Tropi (1959), Kairos (1959), Snimci (1963) w twórczości Davičo przeważa neoawangardowy sposób patrzenia na poezję jako na zaangażowany poznawczo akt twórczy. W późniejszych utworach, np. z tomów Pročitani jezik (1972), Telo telu (1975), Misterije dana (1979), Trema smrti (1982), zanika wiara w kreowane wcześniej utopijno-rewolucyjne projekcje przyszłości. W dorobku prozatorskim na uwagę zasługują powieści: Pieśń jego życia (1952, wyd. pol. 1958), pentalogia o losach komunistów jugosłowiańskich: Ćutnje (1963), Gladi (1963), Tajne (1964), Bekstva (1966), Zavičaji (1971), oraz powieści postmodernistycznych: Gospodar zaborava (1980), Po zanimanju samoubica (1987-88). Davičo był też autorem esejów, polemik, dramatu i przekładów.

## Dzieła

### Poezja
- Tragovi, 1928.
- Četiri strane sveta i tako dalje, 1930.
- Anatomija, 1930.
- Pesme (Detinjstvo, Mladost, Brodolom, Ljubav, Nemir), 1938.
- Zrenjanin, 1949.
- Višnja za zidom, 1950.
- Hana, 1951.
- Čovekov čovek, 1953.
- Nastanjene oči, 1954.
- Flora, 1955.
- Kairos, 1959.
- Tropi, 1959.
- Snimci, 1963.
- Trg Em, 1968.
- Pročitani jezik, 1972.
- Strip stop (sa Predragom Neškovićem), 1973.
- Telo telu, 1975.
- Veverice-leptiri ili nadopis obojenog žbunja, 1976.
- Reči na delu, 1977.
- Misterija dana, 1979.
- Trema smrti, 1982.
- Gladni stoliv, 1983.
- Đačka sveska sećanja, 1985.
- Mali oglasi smrti, 1986.
- Dvojezična noć, 1987.
- Mitološki zverinjak smrti, 1987.
- Svetlaci neslični sebi, 1987.
- Pesmice: a diftong se obesio, 1988.
- Ridaji nad sudbinom u magli, 1988.
- Prva ruka (posthumno), 1999.
- Detinjstvo i druge pesme (posthumno), 2006.
- Krov oluje (posthumno, povodom stogodišnjice rođenja), 2008.

### Powieści
- Pesma, 1952.
- Beton i svici, 1955.
- Radni naslov beskraja, 1958.
- Generalbas, 1962.
- Ćutnje, 1963.
- Gladi, 1963.
- Tajne, 1964.
- Bekstva, 1966.
- Zavičaji, 1971.
- Gospodar zaborava, 1980.
- Po zanimanju samoubica, 1988.

### Eseje i teksty krytyczno-literackie
- Položaj nadrealizma u društvenom procesu, 1932.
- Poezija i otpori, 1952.
- Pre podne, 1960.
- Notes, 1969.
- Pristojnosti, 1969.
- Novine nevino, 1969.
- Poezija, otpori i neotpori, 1969.
- Rituali umiranja jezika, 1971.
- Pod-tekst, 1979.
- Pod-sećanja, 1981.

### Dzienniki z podróży
- Među Markosovim partizanima, 1947.
- Crno na belo, 1962.

### Dramaty
- Ljubav u četiri usne, 1956.
- Mesije Mesijah oh, 1986.

### Scenariusze filmowe
- Majka Katina, 1947.
- Do pobede, 1948.
- Dečak Mita, 1950.
- Poslednji dan, 1951.

### Przekłady
- Z niemieckiego na j.serbski: Tomas Man, Budenbrokovi (1939).
- Z rosyjskiego na j. serbski: Nikolaj Nikolajevič Mihajlov, Prirodna bogatstva Sovjetske unije (1940); Mihail Šolohov, Uzorana ledina (1968); Bela Ahmadulina, Groznica (1968); Jevgenij Aleksandrovič Jevtušenko, Izabrane pesme (1973).